# بيلي مور (لاعب دوري الرغبي)
بيلي مور (بالإنجليزية: Billy Moore)‏ هو لاعب دوري الرغبي أسترالي، ولد في 7 مايو 1971 في تنترفيلد (أستراليا) في أستراليا.